# Kellie Martin
Kellie Noelle Martin (Riverside, 16 oktober 1975) is een Amerikaanse televisieactrice. Martin is bekend van series als Life Goes On (Rebecca Thatcher), ER (Lucy Knight), Christy (Christy). Van 2003 tot 2007 speelde ze de rol van Samantha Kinsey in Mystery Woman en vanaf 2016 de hoofdrol in Hailey Dean Mystery op het Amerikaanse Hallmark Channel. Ze is in 2008 genomineerd geweest voor een Emmy Award.

## Jonge jaren
Martin is geboren in Riverside, Californië als dochter van een kleuterleidster. Martin vond het altijd leuk om voor haar hechte familie op te treden. Haar acteercarrière begon op 7-jarige leeftijd toen haar tante, het kindermeisje van de kinderen van Michael Landon, het voor elkaar kreeg dat Martin een gastrolletje kreeg in de door Michael geproduceerde serie Father Murphy.

## Carrière
Ondanks de vele rollen die ze heeft gespeeld in films en televisieseries, is ze toch wel het beroemdst geworden door haar rol van Rebecca "Becca" Thatcher in de televisieserie Life Goes On en haar rol van Lucy Knight in de televisieserie ER. Martin leende ook haar stem voor Daphne Blake in de animatieserie A Pup Named Scooby Doo en voor de Tasmaanse Duivel Molly in Taz-Mania. Ze nam ook de rol van Emily voor haar rekening in de film Troop Beverly Hills.

### Jaren 90
In 1993 had ze een gastrolletje in de aflevering "Brothers and Sisters" van de serie Seaquest DSV, alwaar ze de rol van Cleo Walker speelde. In 1994 speelde ze naast Tyne Daly in de dramaserie Christy. De serie was gebaseerd op de roman van Catherine Marshall en vertelt het verhaal van een missionaire leraar in de Appalachen. De serie had een hechte schare fans, maar door het vele geschuif in de programmering en ongunstige uitzendtijdstippen zakten de kijkcijfers voortdurend. In de serie werd ze wel weer herenigd met haar medehoofdrolspeelster uit Troop Beverly Hills Emily Schulman. In 1995 speelde ze in de film The Face on the Milk Carton. De film gaat over een meisje dat tot de ontdekking komt dat ze 13 jaar geleden is ontvoerd en dat haar ouders haar echte ouders niet zijn. In 1996 speelde ze de rol van het dove misbruikslachtoffer Laura Keyes in de film After the Silence.
Van 1998 tot 2000 speelde Martin de rol van medisch studente Lucy Knight in de televisieserie ER. Tijdens de opnamen van deze serie studeerde Martin aan de Yale-universiteit en onderbrak zij haar studie om bij de opnamen te kunnen zijn.

## Privéleven
Martin is afgestudeerd aan Yale met een diploma Kunstgeschiedenis.
Ze trouwde op 15 mei 1999. Op 4 november 2006 kreeg ze haar eerste kind, een dochter. Ze is genoemd naar Martins zuster Heather die op 19-jarige leeftijd overleed aan een vorm van lupus. Martin wordt nog weleens vergeleken met, of aangezien voor, actrice Sarah Michelle Gellar.
Martin is gek op hardlopen, wat ze is gaan doen toen ze in haar tweede studiejaar op Yale zat. Ze heeft zelfs een streng trainingsregime gevolgd om in 2000 de Boston Marathon te lopen. Ze zegt dat ze hardloopt om gezond te blijven.
- Biblioteca Nacional de España: XX5487725
- Bibliothèque nationale de France: cb14072115z (data)
- Gemeinsame Normdatei: 122860746X
- International Standard Name Identifier: 0000 0001 1458 7883
- Library of Congress Control Number: no99070653
- Nationale Bibliotheek van Israël: 987007425287605171
- Système universitaire de documentation: 161540368
- Virtual International Authority File: 165205318
- WorldCat: E39PBJxCybf9MwBXHrxxfqBMfq